# Jeremy Sumpter
Jeremy Robert Myron Sumpter (Carmel-by-the-Sea, California, 5 de febrero de 1989) es un actor estadounidense. Sus papeles más conocidos incluyen el papel protagonista en la película de acción en vivo de 2003 Peter Pan y el papel recurrente de J.D. McCoy en la serie de televisión de NBC Friday Night Lights (2008-2010). En 2011, coprotagonizó junto a AnnaSophia Robb y Helen Hunt la película Soul Surfer.

## Biografía
Creció en Mount Sterling, Kentucky, donde su familia se mudó siendo él muy joven. Cuando tenía once años Jeremy se inscribió en una competencia de talentos, ganando numerosos premios. Se asoció a un mánager personal y se mudó a Los Ángeles en el año 2001. Después de unos meses en Los Ángeles y algunas actuaciones, Jeremy obtuvo el papel del niño Adam Meiks en Escalofrío, dirigida por Bill Paxton. Más tarde, Jeremy fue elegido por Danny Glover para el papel de Henry Sturbuck en Just a Dream. Recibió el premio a la mejor interpretación en una película para televisión, miniserie o joven actor principal, de la "Young Artist Awards".
Local Boys fue su siguiente película, en la cual ponía a prueba su destreza como surfista en las olas del sur de California.
Después de una búsqueda a nivel mundial, Jeremy fue elegido para interpretar a Peter Pan en la versión de P.J. Hogan de Peter Pan: la gran aventura. Para esta película Jeremy tuvo un intenso entrenamiento tanto en lucha como en ejercicios gimnásticos.También tuvo participación en la película del encierro en el papel de Coy Hubbard en el 2007.

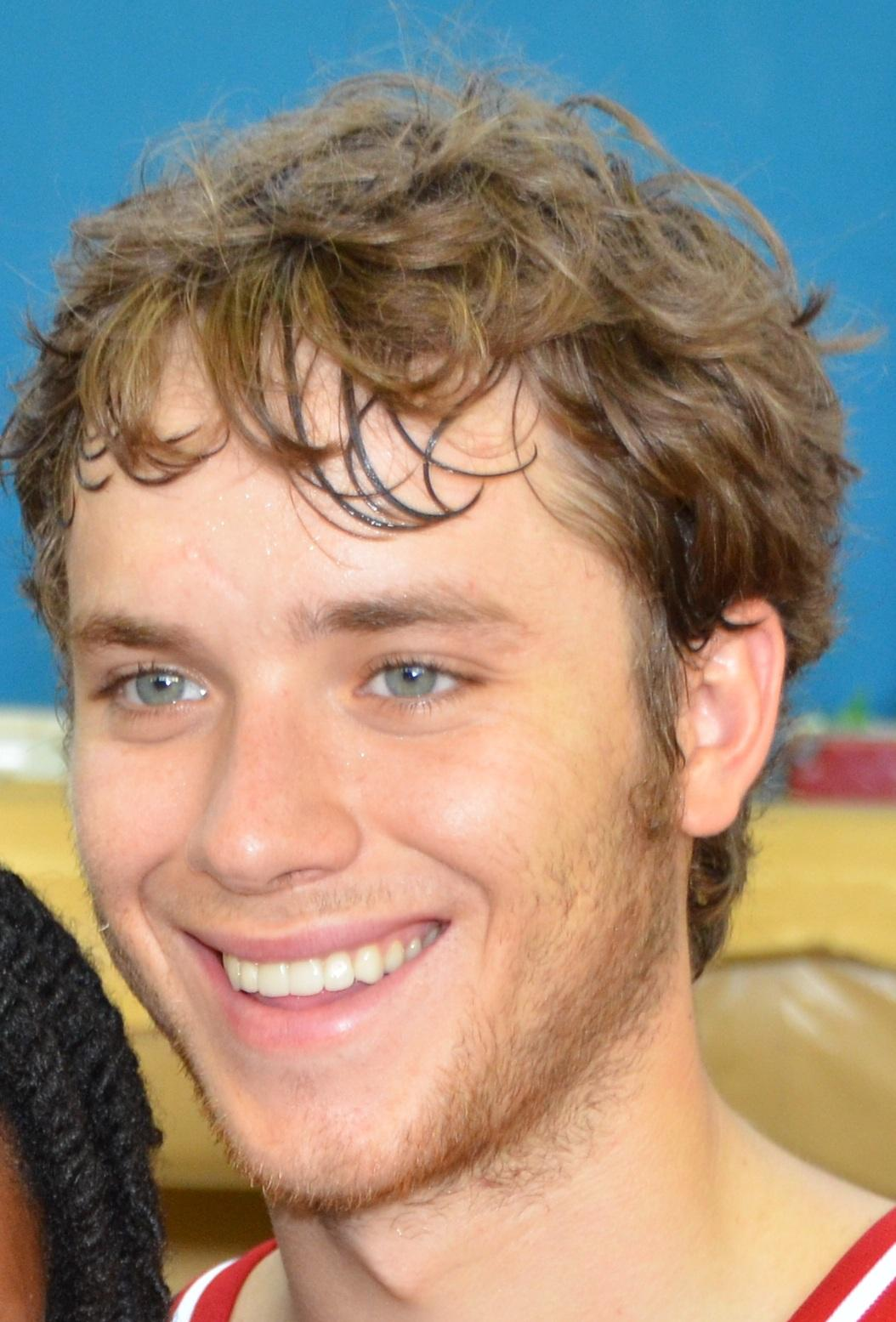
Sumpter en 2011.

## Vida personal
En diciembre de 2015, Sumpter se comprometió con Lauren Pacheco, pero el 28 de octubre de 2016, confirmó ya no estar en una relación. El 1 de octubre de 2022, se casó con Elizabeth Treadway. En la Navidad de 2022, Sumpter anunció que estaban esperando a su primera hija, la cual nació en abril del año siguiente. Durante el rodaje de Peter Pan, compartió un breve amorío con la coprotagonista Rachel Hurd-Wood.

## Filmografía

### Películas
| Año  | Título                    | Rol                       | Notas                   |
| ---- | ------------------------- | ------------------------- | ----------------------- |
| 2001 | Frailty                   | Young Adam Meiks          |                         |
| 2002 | Local Boys                | Skeet Dobson              |                         |
| 2003 | Peter Pan                 | Peter Pan                 |                         |
| 2006 | The Sasquatch Gang        | Gavin Gore                |                         |
| 2007 | An American Crime         | Coy Hubbard               |                         |
| 2009 | Calvin Marshall           | Caselli                   |                         |
| 2010 | Death and Cremation       | Jarod Leary               |                         |
| 2010 | You're So Cupid           | Connor Miller             |                         |
| 2011 | Soul Surfer               | Byron Blanchard           |                         |
| 2012 | Excision                  | Adam                      |                         |
| 2012 | Hiding                    | Brett                     | Directamente para video |
| 2012 | The UnBroken              | Colt                      |                         |
| 2014 | Animal                    | Matt                      |                         |
| 2014 | Into the Storm            | Jacob Hodges              |                         |
| 2015 | The Culling               | Tyler                     |                         |
| 2015 | The Squeeze               | Augie                     |                         |
| 2016 | Billionaire Ransom        | Kyle Hartmann             |                         |
| 2019 | The Legend of 5 Mile Cave | Young Sam 'Shooter' Green |                         |
| 2019 | Stakeout                  | Ray Brey                  |                         |
| 2022 | Holiday Harmony           | Jeremy                    |                         |
| 2024 | Chapel                    | Cohen Black / Ethan       |                         |
| 2024 | The Fall                  | Travis Humphrey           |                         |

### Television
| Año       | Título                           | Rol             | Notas                                  |
| --------- | -------------------------------- | --------------- | -------------------------------------- |
| 2001      | Raising Dad                      | Henry           | Episodio: "The New Room"               |
| 2001      | Murphy's Dozen                   | Sean            | película para la televisión            |
| 2001      | ER                               | Nathan          | Episodio: "I'll Be Home for Christmas" |
| 2002      | Strong Medicine                  | Randy           | Episodio: "Discharged"                 |
| 2002      | Just a Dream                     | Henry Sturbuck  | película para la televisión            |
| 2004–2005 | Clubhouse                        | Pete Young      | Papel principal                        |
| 2005      | Cyber Seduction: His Secret Life | Justin Petersen | película para la televisión            |
| 2007      | CSI: Miami                       | Zach Griffith   | Episodio: "Broken Home"                |
| 2008–2010 | Friday Night Lights              | J.D. McCoy      | Recurrente; temporadas 3 y 4           |
| 2012      | The Glades                       | Dane Westing    | Episodio: "Endless Summer"             |
| 2015      | Stitchers                        | Devon / Gavin   | Episodio: "When Darkness Falls"        |
| 2016      | Sisters of the Groom             | Jason Quinn     | película para la televisión            |

## Premios y nominaciones
| 2001 | IMTA Award                           | Modelo pre-teen masculino del año                                                                               | -                                | Ganador      |
| 2003 | Premios Young Artist                 | Mejor Actuación en una Película para Televisión, Miniserie o Especial - Actor Principal Joven                   | Just a Dream                     | Ganador      |
| 2003 | Premios Saturn                       | Mejor Actuación por un Actor Joven                                                                              | Frailty                          | Nominado     |
| 2004 | Premios Young Artist                 | Mejor Actuación en un Largometraje - Actor Principal Joven                                                      | Peter Pan                        | Ganador      |
| 2004 | Premios Saturn                       | Mejor Actuación por un Actor Joven                                                                              | Peter Pan                        | Ganador      |
| 2004 | Premios Phoenix Film Critics Society | Mejor Actuación por un joven en un rol principal o de apoyo - Hombre                                            | Peter Pan                        | Nominado     |
| 2006 | Premios Young Artist                 | Mejor Actuación en una Película para Televisión, Miniserie o especial (Comedia o Drama) - Actor Principal Joven | Cyber Seduction: His Secret Life | Nominado     |
| 2009 | Change The World Award               | Premio Humanidad para la Juventud, hombre                                                                       | –                                | Honorificado |